# Criza refugiaților în Europa

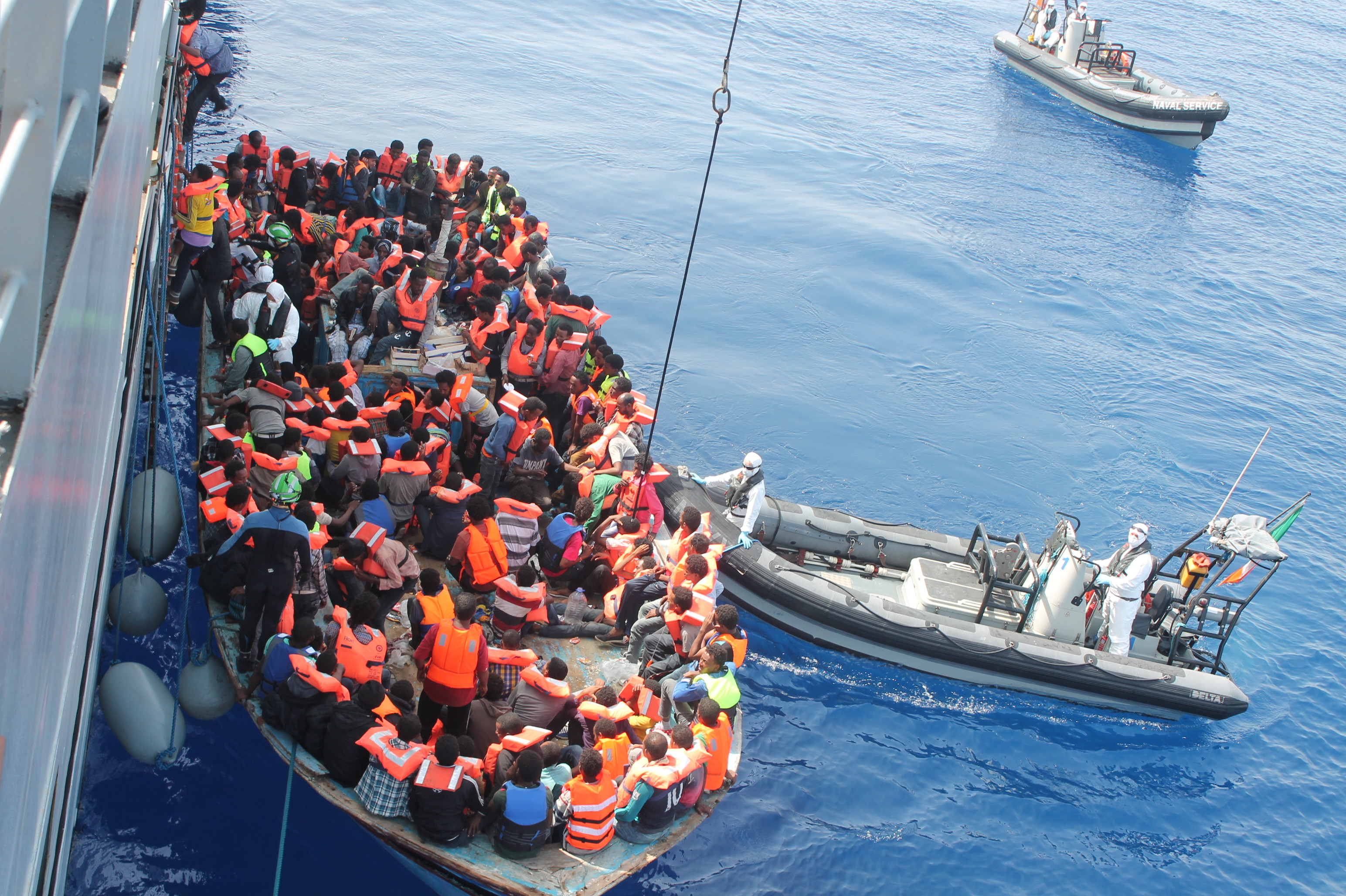
Marinari irlandezi de pe nava "LÉ Eithne (P31)" salvând refugiați, în cadrul Operațiunii Triton

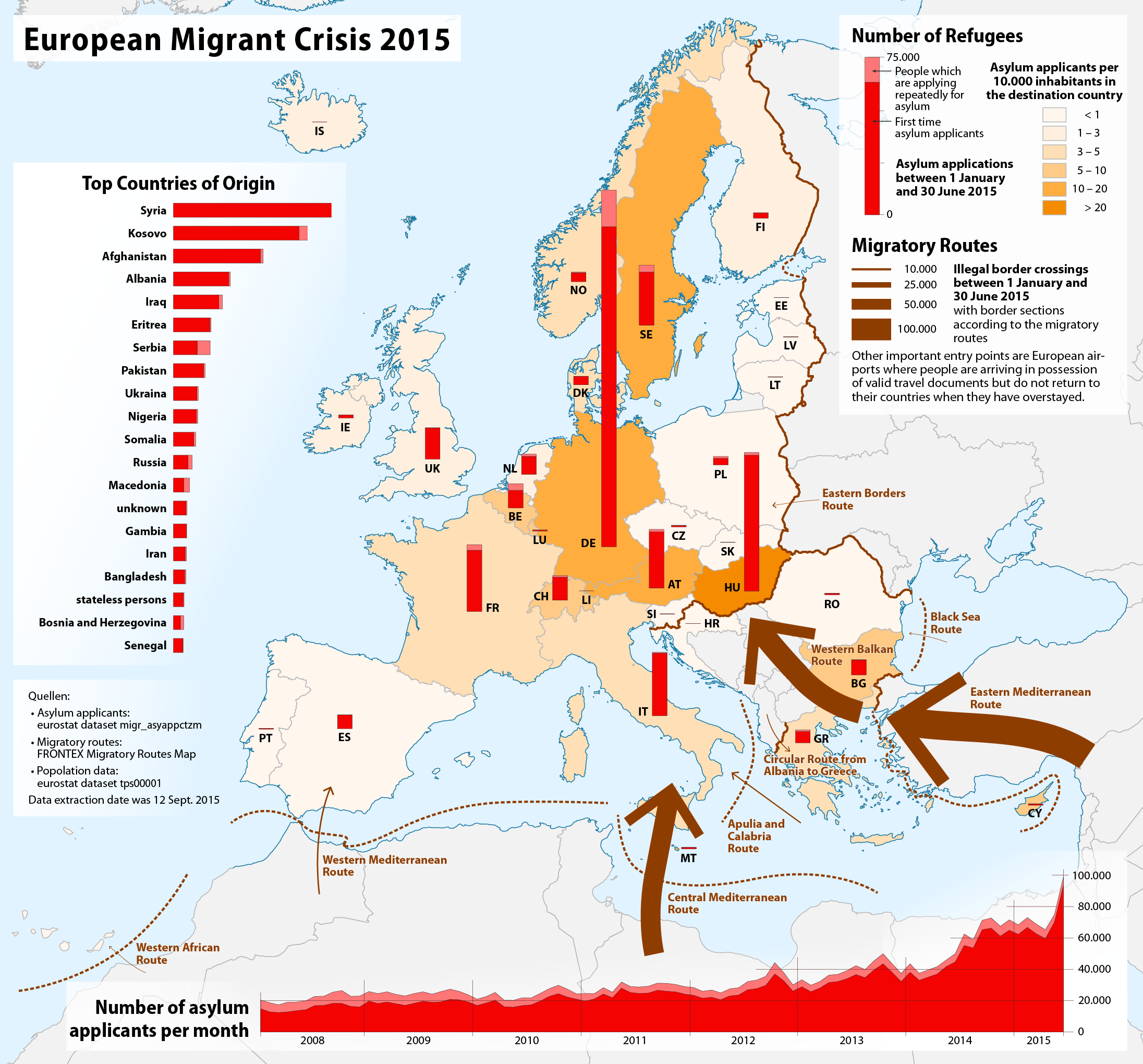
Solicitanții de azil din Europa între 1 ianuarie și 30 iunie 2015

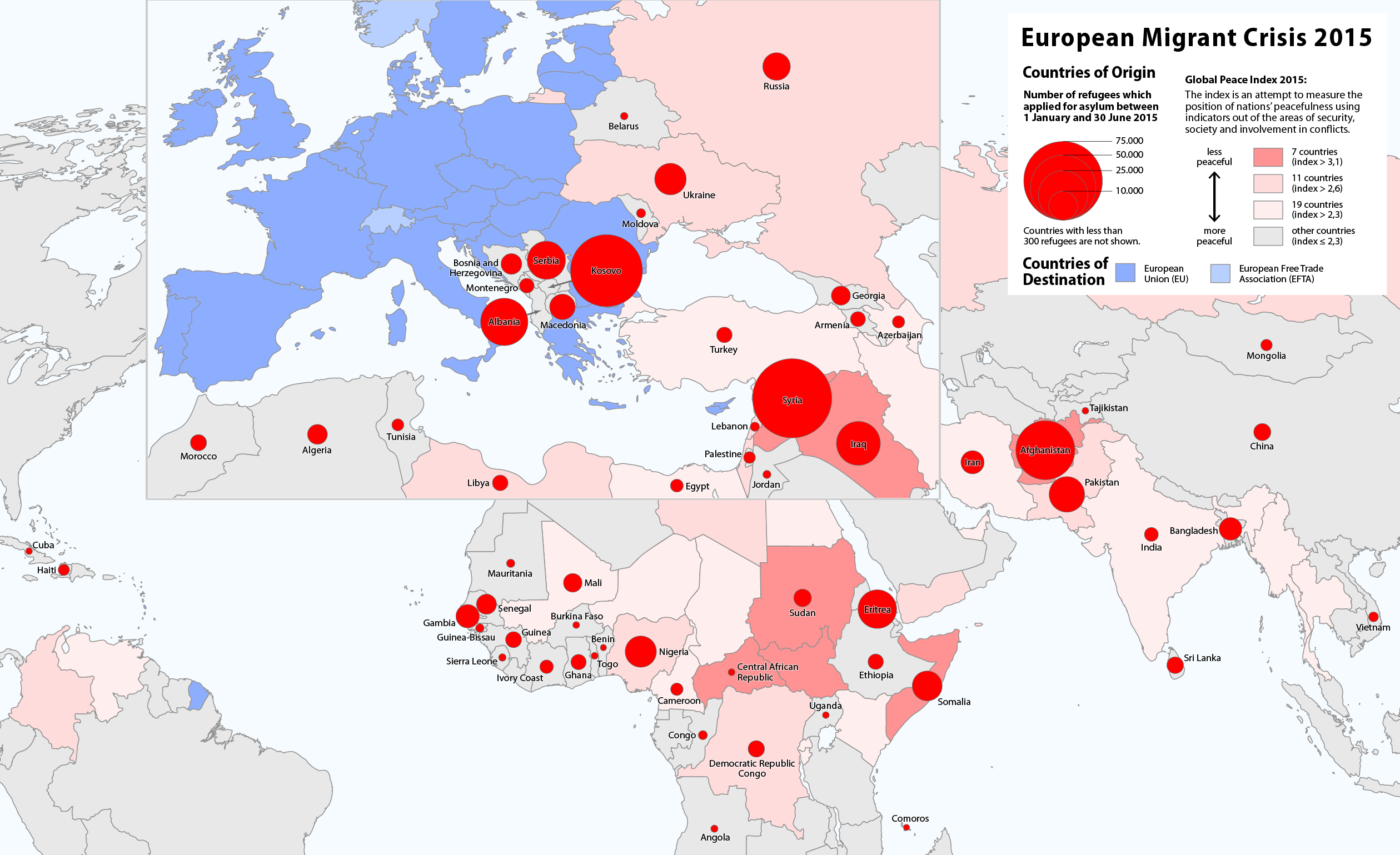
Criza refugiaților din Europa în 2015. Țările de origine ale refugiaților care au depus cerere de azil în Europa între 1 ianuarie și 30 iunie 2015

Criza refugiaților în Europa reprezintă un fenomen politico-social declanșat pe baza unor presupuse motive, cum ar fi conflictele din țările din nordul Africii și din Orientul Mijlociu, nivelul de sărăcie și al încălcării drepturilor omului din aceste state.

## Context și cauze
Instabilitatea politică din multe state din Orientul Apropiat, conflictul arabo-israelian, războiul civil din Yemenul de Nord, războiul civil din Liban, războiul din Irak (2003-2011), războiul civil din Siria, efectele negative ale atentatelor teroriste comise de numeroase organizații teroriste care acționează în regiunea Peninsulei Arabice și a Africii de Nord, au determinat migrația spre Uniunea Europeană, o regiune caracterizată de stabilitate politică, creștere economică și politică și care acordă o atenție specială minorităților și refugiaților. Numărul total de migranți sosiți în Europa a crescut brusc, mai întâi în 2014 și într-un mod și mai pronunțat în 2015, când peste 1 milion de persoane au căutat refugiu în UE, ceea ce a generat fenomenul cunoscut sub denumirea de „Criza refugiaților”.De asemenea, Războiul din Ucraina, care a început în anul 2022, a generat un nou val de refugiați, în special spre țările est-europene.

## Presiuni ale refugiaților în sud-estul Europei
Între anii 2007-2011, un mare număr de emigranți fără documente legale, proveniți din Orientul Mijlociu, Africa și Asia de Sud, au trecut fraudulos frontierele dintre Turcia și Grecia, obligând Agenția Europeană pentru Gestionarea Cooperării Operative la Frontierele Externe ale Statelor Membre ale Uniunii Europene (FRONTEX) să întărească controlul la granițe.
Este considerată cea mai mare criză a refugiaților de după cel de-al Doilea Război Mondial, de grupurile pro-refugiați. Potrivit Organizației Mondiale pentru Imigrație, „365.000 de oameni și-au riscat viața pentru a ajunge în Europa”. În acest context, Franța și Germania au propus un mecanism de primire care să fie permanent și obligatoriu în întreaga Uniune Europeană. De asemenea, UE încearcă să găsească măsuri care să reducă fluxul de emigranți.
Din datele statistice publicate în anul 2018 de Frontex, ruta preferată a refugiaților, cea mai mare parte formată din sirieni și irakieni, către UE este cea din Mediterana de Est (aceasta fiind folosită de 40.000 de imigranți ilegali). Un moment important, când criza a început să fie percepută în întreaga sa dimensiune istorică, l-a constituit aprilie 2015, când cel puțin 5 vapoare având la bord circa două mii de imigranți s-au scufundat în Marea Mediterană, incident care s-a soldat cu peste 1.200 de victime. Cel puțin 27.000 de persoane au dispărut în Marea Mediterană, numai după 2014, conform Organizației Internaționale pentru Migrație (OIM). Ruta Mediteranei Centrale, unde s-au înregistratat 20.000 de treceri ilegale, este folosită de refugiații provenind din Afganistan, Turcia, Pakistan. Ruta Balcanilor de Vest, aflată la granița exterioară a Zonei Schengen, reprezintă o altă cale pentru a ajunge în UE, folosită mai ales de persoane care provin din Afganistan, Iran, Turcia. Această rută este extrem de importantă, deoarece s-a dovedit că  Balcanii de Vest reprezintă o regiune geostrategică cheie pentru UE. Statele membre UE nu au fost capabile să găsescă soluții comune în timpul „crizei refugiaților”. A existat o diviziune profundă între țările care au militat pentru solidaritate și cele care au solicitat închiderea completă a granițelor. State precum Serbia și Macedonia, au privit  „criza refugiaților” ca pe o oportunitate pentru a-și consolida poziția față de UE. Nu aceeași atitudine pozitivă au avut-o anumite state din UE care au trecut  la măsuri radicale, montând garduri la frontierele acestora: Ungaria la granița cu Serbia, Bulgaria la granița cu Turcia, Republica Macedonia la granița cu Grecia, Austria la granița cu Slovenia. De asemenea, Danemarca, Bulgaria, Republica Cehă, Polonia, nu au acceptat să primescă refugiați. Țările care au primit peste 1000 de refugiați sirieni sunt: Germania (3413), Franța (1401), Finlanda (1002), Olanda (2608). Statele din Grupul de la Visegrád s-au manifestat cel mai vehement împotriva cotelor de refugiați, adică împărțirea refugiaților între statele membre ale Uniunii Europene, așa cum au propus Germania, Austria și Suedia.
Gradul de acceptanță față de refugiați a scăzut după ce a devenit cunoscut faptul că unul din autorii atentatelor de la Paris din noiembrie 2015 a fost un solicitant de azil cu pașaport sirian.

## Reacții și politici europene
„Criza refugiaților” din perioada 2015-2016 a arătat că sistemul de azil  implementat până în acel moment în UE nu era eficient. Astfel, UE a luat două măsuri principale: consolidarea sistemului de azil și întărirea responsabilității pe care fiecare stat membru o are. În acest sens, Parlamentul European a propus o reformă a sistemului Dublin, legislația centrală a sistemului european comun de azil care obligă refugiații să solicite azil în prima țară de intrare și au fost luate măsuri pentru întărirea puterii pe care o are Oficiul de Asistență în domeniul cererilor de azil. Frontex, Agenția UE pentru controlul Frontierelor a fost întărită, dar și criticată pentru tratamente inumane. Însă, una dintre cele mai importante măsuri luate pentru rezolvarea „crizei refugiaților” a fost acordul dintre Uniunea Europeană și Turcia, semnat în martie 2016, urmare a numărului crescut de migranți ilegali și refugiați veniți în Europa prin Turcia, ca urmare a războiului civil din Siria. Turcia a reprezentat una din principalele destinații ale refugiaților sirieni încă din anul 2011. Cele două părți au convenit să asigure îmbunătățirea condițiilor de primire pentru refugiați în Turcia și să deschidă canale sigure și legale către Europa pentru refugiații sirieni.

## Sprijin financiar pentru refugiați
Finanțarea situației refugiaților sirieni a devenit o problemă. Pentru anul 2015, UNHCR și partenerii au cheltuit 5,5 miliarde $. Aceasta înseamnă că refugiații fac eforturi mari să își asigure serviciile de sănătate sau să își trimită copiii la școală. Japonia a oferit un grant de două milioane de dolari pentru a-i ajuta pe refugiații sirieni și comunitățile care-i găzduiesc în Liban și alte două milioane de dolari pentru țări din Balcanii de Vest, precum Serbia și Macedonia, care se confruntă cu un aflux de refugiați și imigranți. În 2015, Japonia a acordat statutul de refugiat doar pentru 27 de persoane din 7.000 de cereri (pe care le vor repatria la sfârșitul conflictului din Siria și Irak). În anul 2022, Japonia a oferit ajutor umanitar Ucrainei, dar și țărilor din jurul acesteia care primesc refugiați.
Guvernul României, prin Ministerul Afacerilor Externe, a acordat în 2021 un sprijin financiar de 150.000 de euro pentru refugiații sirieni. De asemenea, România a acordat 143 de burse pentru studenții sirieni în anul academic 2019-2020 și a exprimat angajamentul de a continua acest tip de sprijin. Germania s-a angajat să ofere un ajutor de 1,7 miliarde de euro. UE a anunțat, la cea de-a 6-a conferință de donatori organizată la Bruxelles, că ajutorul său pentru refugiații și strămutații sirieni se va cifra în 2022 la 1,56 miliarde de euro.
După ce regimul sirian a fost îndepărtat de la putere, Europa discută ce face cu refugiații sirieni. Mai multe state europene anunță că nu vor mai examina cererile de azil depuse de sirieni. Potrivit eurodeputaților din Comisia de Externe a Parlamentului european, dictatura și războiul civil din Siria au provocat plecarea din Siria a circa 7 milioane de persoane. În Europa, statul care găzduiește cea mai mare comunitate de sirieni este Germania, circa 1 milion de persoane. Danemarca a decis și ea să nu se mai ocupe de 69 de cereri de azil depuse de sirieni, iar Norvegia, care a primit de la începutul anului 2.000 de cereri de azil formulate de sirieni, a decis că nici nu va respinge, dar nici nu va aproba azilul sirienilor. Austria a anunțat că pregătește expulzarea ori repatrierea sirienilor.

## Statistici
| Imigranții după naționalitate | Imigranții după naționalitate |
| ----------------------------- | ----------------------------- |
| Siria                         | 66.698                        |
| Eritreea                      | 34.323                        |
| Regiunea trans-sahariană      | 26.341                        |
| Afganistan                    | 12.687                        |
| Mali                          | 9.789                         |
| Gambia                        | 8.642                         |
| Nigeria                       | 8.490                         |
| Somalia                       | 7.440                         |
| Palestina                     | 6.418                         |
| Senegal                       | 4.769                         |
| Altele                        | 34.597                        |
| Total                         | 220.194                       |

Conform FRONTEX, principalele țări de proveniență ale refugiaților sunt:
| Țara de origine | 2011   | 2012   | 2013   | 2014   |
| --------------- | ------ | ------ | ------ | ------ |
| Siria           | 1,1 %  | 10,9 % | 23,8 % | 27,9 % |
| Eritreea        | 1,1 %  | 3,6 %  | 10,5 % | 12,2 % |
| Afganistan      | 16,3 % | 18,2 % | 8,8 %  | 7,8 %  |

## Vezi
- Atentatele din Copenhaga din 2015
- Atentatele teroriste de la Paris din noiembrie 2015
- PEGIDA
- Eurabia